# Казьмеж
Казьмеж (пол. Kaźmierz) — село в Польщі, у гміні Казьмеж Шамотульського повіту Великопольського воєводства.
Населення — 3462 особи (2011).
У 1975-1998 роках село належало до Познанського воєводства.

## Демографія
Демографічна структура станом на 31 березня 2011 року:
|          | Загалом | Допрацездатний вік | Працездатний вік | Постпрацездатний вік |
| -------- | ------- | ------------------ | ---------------- | -------------------- |
| Чоловіки | 1691    | 371                | 1179             | 141                  |
| Жінки    | 1771    | 345                | 1083             | 343                  |
| Разом    | 3462    | 716                | 2262             | 484                  |